# Quatre sans barreur aux Jeux olympiques d'été de 2008
Pour un article plus général, voir Aviron aux Jeux olympiques d'été de 2008.
Navigation
Athènes 2004 Londres 2012
L'épreuve masculine Quatre sans barreur aux Jeux olympiques de 2008 s'est déroulée du 9 au 16 août 2008 sur le Parc aquatique olympique de Shunyi.

## Horaires
Les temps sont donnés en heure standard de la Chine (UTC+8)
| Date                  | Temps       | Série            |
| --------------------- | ----------- | ---------------- |
| Samedi, 9 août 2008   | 17:30-18:00 | Qualifications   |
| Lundi, 11 août 2008   | 17:30-17:40 | Repêchage        |
| Mercredi 13 août 2008 | 16:50-17:10 | Demi-finales A/B |
| Vendredi 15 août 2008 | 17:50-18:00 | Finale B         |
| Samedi 16 août 2008   | 17:30-17:40 | Finale A         |

## Médaillés
| Or                                                                      | Argent                                                                       | Bronze                                                                   |
| Grande-Bretagne Tom James Steve Williams Peter Reed Andrew Triggs-Hodge | Australie Matthew Ryan James Marburg Cameron McKenzie-McHarg Francis Hegerty | France Julien Desprès Benjamin Rondeau Germain Chardin Dorian Mortelette |

## Résultats

### Qualifications

#### Qualifications  1
| Classement | Athlète                                     | Pays            | Temps         | Notes |
| ---------- | ------------------------------------------- | --------------- | ------------- | ----- |
| 1          | James, Williams, Reed, Triggs-Hodge         | Grande-Bretagne | 6 min 00 s 59 | SA/B  |
| 2          | C. Mornati, Sartori, N. Mornati, Carboncini | Italie          | 6 min 02 s 84 | SA/B  |
| 3          | Banks, Teti, Lanzone, Newlin                | États-Unis      | 6 min 03 s 96 | SA/B  |
| 4          | Zhang, Zhao, Guo, Song                      | Chine           | 6 min 09 s 64 | R     |
| 5          | Dzemyanenka, Lialin, Nosau, Kazubouski      | Biélorussie     | 6 min 12 s 63 | R     |

#### Qualifications  2
| Classement | Athlète                               | Pays               | Temps         | Notes |
| ---------- | ------------------------------------- | ------------------ | ------------- | ----- |
| 1          | Cirkel, Vellenga, Gabriels, Vermeulen | Pays-Bas           | 6 min 00 s 50 | SA/B  |
| 2          | Meyer, Dallinger, Murray, Bond        | Nouvelle-Zélande   | 6 min 00 s 73 | SA/B  |
| 3          | T. Pirih, Rozman, Kolander, M. Pirih  | Slovénie           | 6 min 03 s 78 | SA/B  |
| 4          | Gruber, Horvath, Bruncvik, Neffe      | République tchèque | 6 min 10 s 36 | R     |

#### Qualifications  3
| Classement | Athlète                               | Pays      | Temps         | Notes |
| ---------- | ------------------------------------- | --------- | ------------- | ----- |
| 1          | Ryan, Marburg, McKenzie, Hegerty      | Australie | 6 min 00 s 40 | SA/B  |
| 2          | Hauffe, Seifert, Kaeufer, Adamski     | Allemagne | 6 min 00 s 95 | SA/B  |
| 3          | Folan, Casey, Devlin, O'Neill         | Irlande   | 6 min 02 s 85 | SA/B  |
| 4          | Desprès, Rondeau, Chardin, Mortelette | France    | 6 min 05 s 00 | R     |

### Repêchage
| Classement | Athlète                                | Pays               | Temps         | Notes |
| ---------- | -------------------------------------- | ------------------ | ------------- | ----- |
| 1          | Gruber, Horvath, Bruncvik, Neffe       | République tchèque | 5 min 58 s 69 | SA/B  |
| 2          | Desprès, Rondeau, Chardin, Mortelette  | France             | 6 min 00 s 01 | SA/B  |
| 3          | Dzemyanenka, Lialin, Nosau, Kazubouski | Biélorussie        | 6 min 00 s 44 | SA/B  |
| 4          | Zhang, Zhao, Guo, Song                 | Chine              | 6 min 02 s 37 |       |

### Demi-finales A/B

#### Demi-finales A/B 1
| Classement | Athlète                               | Pays             | Temps         | Notes |
| ---------- | ------------------------------------- | ---------------- | ------------- | ----- |
| 1          | James, Williams, Reed, Triggs-Hodge   | Grande-Bretagne  | 5 min 54 s 77 | FA    |
| 2          | Ryan, Marburg, McKenzie, Hegerty      | Australie        | 5 min 56 s 20 | FA    |
| 3          | Desprès, Rondeau, Chardin, Mortelette | France           | 5 min 56 s 73 | FA    |
| 4          | Meyer, Dallinger, Murray, Bond        | Nouvelle-Zélande | 5 min 57 s 31 | FB    |
| 5          | Banks, Teti, Lanzone, Newlin          | États-Unis       | 5 min 57 s 52 | FB    |
| 6          | Folan, Casey, Devlin, O'Neill         | Irlande          | 5 min 58 s 14 | FB    |

#### Demi-finales A/B 2
| Classement | Athlète                                     | Pays               | Temps         | Notes |
| ---------- | ------------------------------------------- | ------------------ | ------------- | ----- |
| 1          | T. Pirih, Rozman, Kolander, M. Pirih        | Slovénie           | 5 min 56 s 08 | FA    |
| 2          | Gruber, Horvath, Bruncvik, Neffe            | République tchèque | 5 min 58 s 02 | FA    |
| 3          | Hauffe, Seifert, Kaeufer, Adamski           | Allemagne          | 5 min 58 s 72 | FA    |
| 4          | Cirkel, Vellenga, Gabriels, Vermeulen       | Pays-Bas           | 6 min 02 s 46 | FB    |
| 5          | Dzemyanenka, Lialin, Nosau, Kazubouski      | Biélorussie        | 6 min 02 s 79 | FB    |
| 6          | C. Mornati, Sartori, N. Mornati, Carboncini | Italie             | 6 min 05 s 21 | FB    |

### Finale B
| Classement | Athlète                                     | Pays             | Temps         | Notes |
| ---------- | ------------------------------------------- | ---------------- | ------------- | ----- |
| 1          | Meyer, Dallinger, Murray, Bond              | Nouvelle-Zélande | 6 min 06 s 30 |       |
| 2          | Cirkel, Vellenga, Gabriels, Vermeulen       | Pays-Bas         | 6 min 06 s 37 |       |
| 3          | Banks, Teti, Lanzone, Newlin                | États-Unis       | 6 min 07 s 17 |       |
| 4          | Folan, Casey, Devlin, O'Neill               | Irlande          | 6 min 07 s 97 |       |
| 5          | C. Mornati, Sartori, N. Mornati, Carboncini | Italie           | 6 min 08 s 77 |       |
| 6          | Dzemyanenka, Lialin, Nosau, Kazubouski      | Biélorussie      | 6 min 12 s 54 |       |

### Finale A
| Classement | Athlète                               | Pays               | Temps         | Notes |
| ---------- | ------------------------------------- | ------------------ | ------------- | ----- |
|            | James, Williams, Reed, Triggs-Hodge   | Grande-Bretagne    | 6 min 06 s 57 |       |
|            | Ryan, Marburg, McKenzie, Hegerty      | Australie          | 6 min 07 s 85 |       |
|            | Desprès, Rondeau, Chardin, Mortelette | France             | 6 min 09 s 31 |       |
| 4          | T. Pirih, Rozman, Kolander, M. Pirih  | Slovénie           | 6 min 11 s 62 |       |
| 5          | Gruber, Horvath, Bruncvik, Neffe      | République tchèque | 6 min 16 s 56 |       |
| 6          | Urban, Schmidt, Kaeufer, Hauffe       | Allemagne          | 6 min 19 s 63 |       |

## Note
- Cet article est partiellement ou en totalité issu de l'article intitulé « Résultats détaillés des épreuves d'aviron aux Jeux olympiques d'été de 2008 » (voir la liste des auteurs).